# Albert Rocas
Albert Rocas Comas (Girona, 16 de junho de 1982) é um handebolista profissional espanhol, bicampeão europeu.